# Mitchell Gilbert
Mitchell Gilbert (ur. 10 maja 1994 w Kuala Lumpur, Malezja) – australijski kierowca wyścigowy.

## Życiorys

### Formuła Renault
Mitchell karierę rozpoczął od startów w kartingu. W 2010 roku zadebiutował w serii wyścigów samochodów jednomiejscowych – zimowej edycji Brytyjskiej Formuły Renault. Reprezentując ekipę Fortec Motorsport, Australijczyk zajął najniższy stopień podium w ostatnim wyścigu, na torze Pembrey. Zdobyte punkty sklasyfikowały go na 10. miejscu.
W sezonie 2011 był etatowym zawodnikiem tego zespołu w głównym cyklu Brytyjskiej Formuły Renault.  Gilbert pięciokrotnie stawał na podium, a podczas drugiego wyścigu, na torze Croft, odniósł pierwsze w karierze zwycięstwo. Ostatecznie rywalizację zakończył na 5. pozycji. Oprócz regularnych startów, Australijczyk sześciokrotnie wziął udział w europejskiej edycji. W żadnym z wyścigów nie zdobył jednak punktów.

### Formuła 3

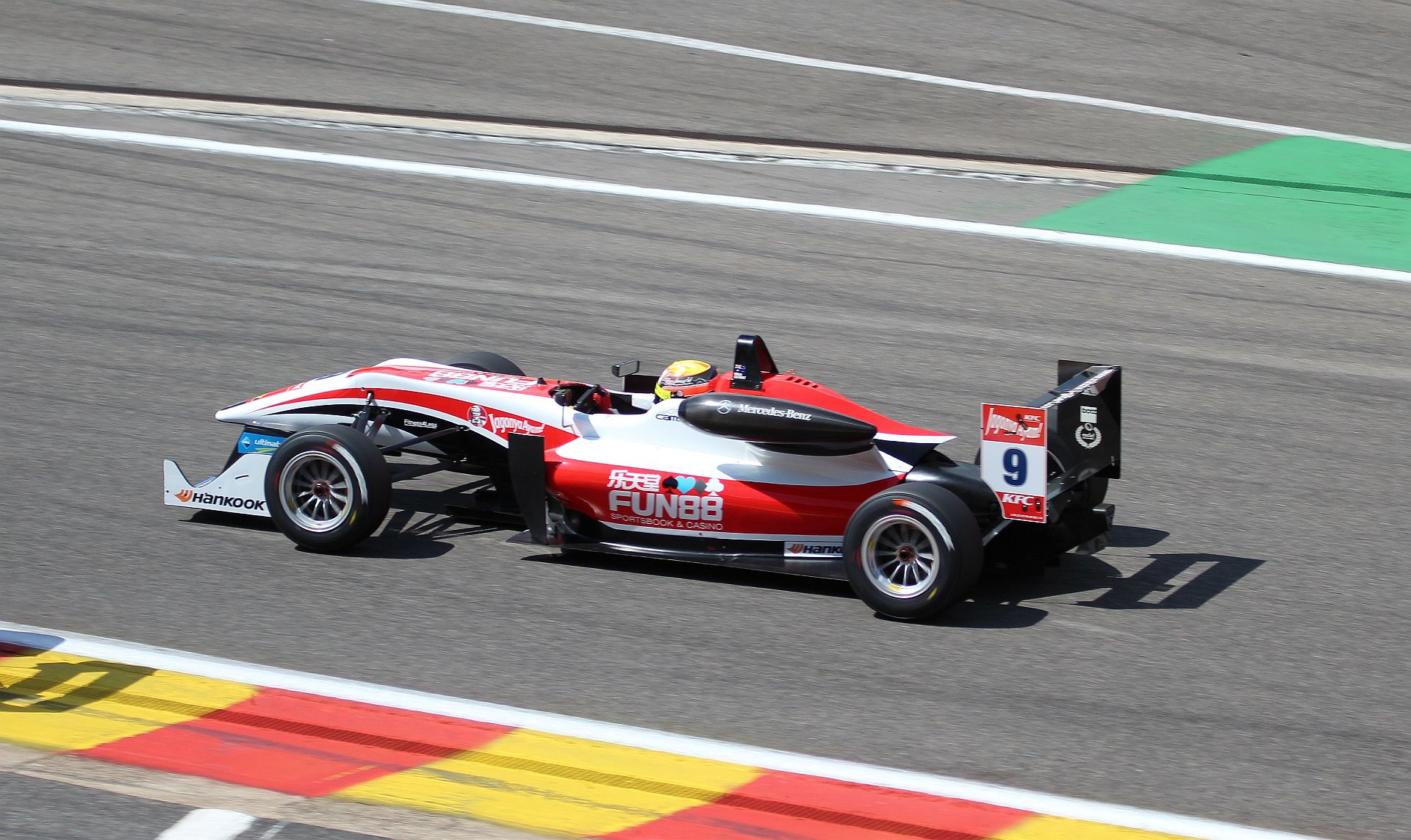
Mitchell Gilbert na torze Circuit de Spa-Francorchamps podczas zawodów Europejskiej Formuły 3 (2014)

W roku 2012 Mitchell podpisał kontrakt ze szwedzką stajnią Perfomance Racing, na udział w Niemieckiej Formule 3. Z dorobkiem 277 punktów ukończył sezon na czwartej lokacie w klasyfikacji generalnej. Na sezon 2013 Gilbert podpisał kontrakt z niemiecką ekipą kfzteile24 Mücke Motorsport na starty w Europejskiej Formule 3. Z dorobkiem dziesięciu punktów ukończył sezon na 23 pozycji w klasyfikacji generalnej.
W 2014 roku Australijczyk zmienił zespół na brytyjską ekipą Fortec Motorsports. Wystartował łącznie w osiemnastu wyścigach, w ciągu których uzbierał 28 punktów. Wystarczyło to na szesnaste miejsce w końcowej klasyfikacji kierowców.

### Seria GP3
W sezonie 2014 Australijczyk startował w wybranych wyścigach serii GP3 z włoską ekipą Trident. Wystartował łącznie w ośmiu wyścigach, jednak nie zdobywał punktów. W pierwszym wyścigu w Niemczech uplasował się na czternastej pozycji, co było jego najwyższym wynikiem w sezonie. Został sklasyfikowany na 26. miejscu w końcowej klasyfikacji kierowców.
W roku 2015 był etatowym zawodnikiem brytyjskiej ekipy Carlin. Jedyny punkt za dziesiątą lokatę uzyskał w pierwszym starcie na włoskim torze Autodromo Nazionale di Monza. W klasyfikacji generalnej zajął 22. pozycję.

## Wyniki

### GP3
| Legenda oznaczeń w tabelach wyników Wyświetl szablon na nowej stronie | Legenda oznaczeń w tabelach wyników Wyświetl szablon na nowej stronie                                                                     |
| Oznaczenie                                                            | Wyjaśnienie |
| --------------------------------------------------------------------- | --- |
| Złoty                                                                 | Zwycięzca lub mistrzostwo |
| Srebrny                                                               | 2. miejsce lub wicemistrzostwo |
| Brązowy                                                               | 3. miejsce lub II wicemistrzostwo |
| Zielony                                                               | Ukończył, punktował (w klasyfikacji generalnej, gdy zdobył co najmniej jeden punkt na przestrzeni sezonu, poza trzema powyższymi opcjami) |
| Niebieski                                                             | Ukończył, nie punktował (w klasyfikacji generalnej, gdy nie zdobył co najmniej jednego punktu na przestrzeni sezonu)                      |
| Czerwony                                                              | Nie zakwalifikował się (NZ) |
| Czerwony                                                              | Nie prekwalifikował się (NPK) |
| Różowy                                                                | Nie ukończył (NU) |
| Różowy                                                                | Niesklasyfikowany (NS) (w klasyfikacji generalnej, gdy nie został sklasyfikowany w żadnym wyścigu sezonu)                                 |
| Czarny                                                                | Zdyskwalifikowany (DK) |
| Czarny                                                                | Wykluczony (WYK/EX) |
| Biały                                                                 | Nie wystartował (NW) |
| Biały                                                                 | Kontuzjowany (K/INJ) |
| Biały                                                                 | Wyścig odwołany (OD/C) |
| Bez koloru                                                            | Został wycofany (WYC/WD) |
| Bez koloru                                                            | Nie przybył (NP/DNA) |
| Bez koloru                                                            | Nie brał udziału w treningach (NT/DNP) |
| Bez koloru                                                            | Nie został zgłoszony (–) |
| Pogrubienie                                                           | Start z pole position |
| Kursywa                                                               | Najszybsze okrążenie wyścigu |
| †                                                                     | Nie ukończył, ale jego rezultat został zaliczony ze względu na przejechanie więcej niż 90% dystansu wyścigu.                              |
| *                                                                     | Sezon w trakcie |
| 1/2/3                                                                 | Punktowana pozycja w sprincie kwalifikacyjnym                                                                                             |
| Lista systemów punktacji Formuły 1                                    | |

| Rok  | Zespół  | Wyniki w poszczególnych eliminacjach | Wyniki w poszczególnych eliminacjach | Wyniki w poszczególnych eliminacjach | Wyniki w poszczególnych eliminacjach | Wyniki w poszczególnych eliminacjach | Wyniki w poszczególnych eliminacjach | Wyniki w poszczególnych eliminacjach | Wyniki w poszczególnych eliminacjach | Wyniki w poszczególnych eliminacjach | Wyniki w poszczególnych eliminacjach | Wyniki w poszczególnych eliminacjach | Wyniki w poszczególnych eliminacjach | Wyniki w poszczególnych eliminacjach | Wyniki w poszczególnych eliminacjach | Wyniki w poszczególnych eliminacjach | Wyniki w poszczególnych eliminacjach | Wyniki w poszczególnych eliminacjach | Wyniki w poszczególnych eliminacjach | Punkty | Pozycja |
| ---- | ------- | ------------------------------------ | ------------------------------------ | ------------------------------------ | ------------------------------------ | ------------------------------------ | ------------------------------------ | ------------------------------------ | ------------------------------------ | ------------------------------------ | ------------------------------------ | ------------------------------------ | ------------------------------------ | ------------------------------------ | ------------------------------------ | ------------------------------------ | ------------------------------------ | ------------------------------------ | ------------------------------------ | ------ | ------- |
| 2014 | Trident | ESP                                  | ESP                                  | AUT                                  | AUT                                  | GBR                                  | GBR                                  | DEU                                  | DEU                                  | HUN                                  | HUN                                  | BEL                                  | BEL                                  | ITA                                  | ITA                                  | RUS                                  | RUS                                  | ARE                                  | ARE                                  | 0      | 26      |
| 2014 | Trident | -                                    | -                                    | -                                    | -                                    | NW                                   | NW                                   | 14                                   | NU                                   | 20                                   | 24                                   | -                                    | -                                    | 18                                   | 20                                   | 20                                   | 14                                   | -                                    | -                                    | 0      | 26      |
| 2015 | Carlin  | ESP                                  | ESP                                  | AUT                                  | AUT                                  | GBR                                  | GBR                                  | HUN                                  | HUN                                  | BEL                                  | BEL                                  | ITA                                  | ITA                                  | RUS                                  | RUS                                  | BHR                                  | BHR                                  | ARE                                  | ARE                                  | 1      | 22      |
| 2015 | Carlin  | 22                                   | 22                                   | NU                                   | 11                                   | 21                                   | 21                                   | 11                                   | 10                                   | 12                                   | 11                                   | 10                                   | 9                                    | 12                                   | 15                                   | 15                                   | 11                                   | 14                                   | 17                                   | 1      | 22      |

### Podsumowanie
| Sezon | Seria                                     | Zespół                      | Wyścigi | Zwycięstwa | PP | NO | Podium | Punkty | Pozycja |
| ----- | ----------------------------------------- | --------------------------- | ------- | ---------- | -- | -- | ------ | ------ | ------- |
| 2010  | Brytyjska Formuła Renault (edycja zimowa) | Fortec Motorsport           | 6       | 0          | 0  | 0  | 1      | 76     | 10      |
| 2011  | Brytyjska Formuła 3                       | Fortec Motorsport           | 18      | 1          | 0  | 0  | 4      | 317    | 5       |
| 2011  | Europejski Puchar Formuły Renault 2.0     | Fortec Motorsport           | 6       | 0          | 0  | 0  | 0      | 0      | NS      |
| 2012  | ATS Formel 3 Cup                          | Performance Racing          | 27      | 2          | 2  | 4  | 10     | 277    | 4       |
| 2012  | Grand Prix Makau                          | Mücke Motorsport            | 1       | 0          | 0  | 0  | 0      | N/A    | 18      |
| 2013  | Europejska Formuła 3                      | kfzteile24 Mücke Motorsport | 30      | 0          | 0  | 0  | 0      | 10     | 23      |
| 2014  | Europejska Formuła 3                      | Fortec Motorsports          | 18      | 0          | 0  | 0  | 0      | 28     | 16      |
| 2014  | Seria GP3                                 | Trident                     | 8       | 0          | 0  | 0  | 0      | 0      | 26      |
| 2014  | GT Asia - GT3                             | FUN88 Racing                | 2       | 0          | 0  | 0  | 0      | 0      | NS      |
| 2015  | Seria GP3                                 | Carlin                      | 16      | 0          | 0  | 0  | 0      | 1      | 22      |

† – Gilbert nie był zaliczany do klasyfikacji.